# Audi quattro

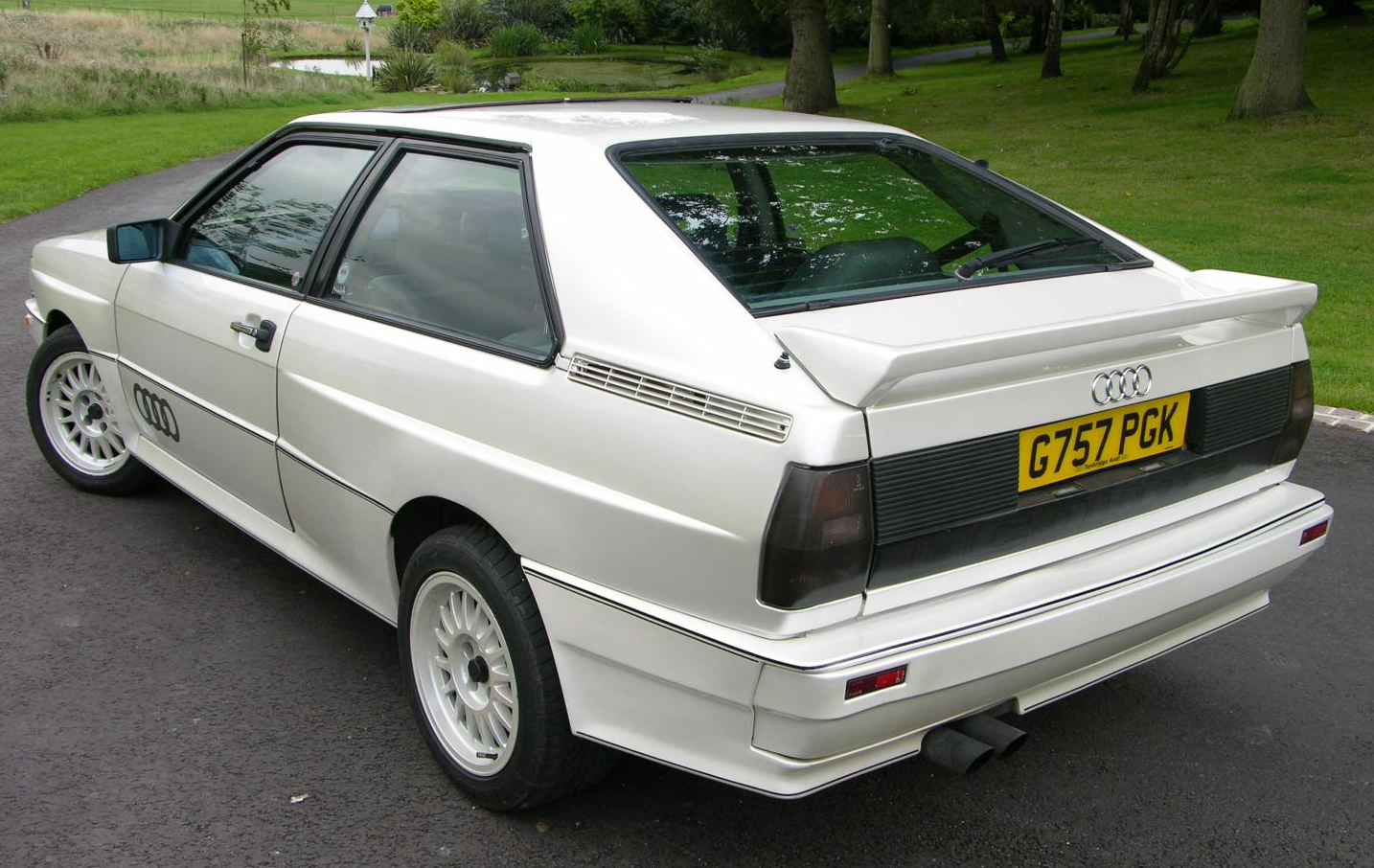
Audi Quattro 20V

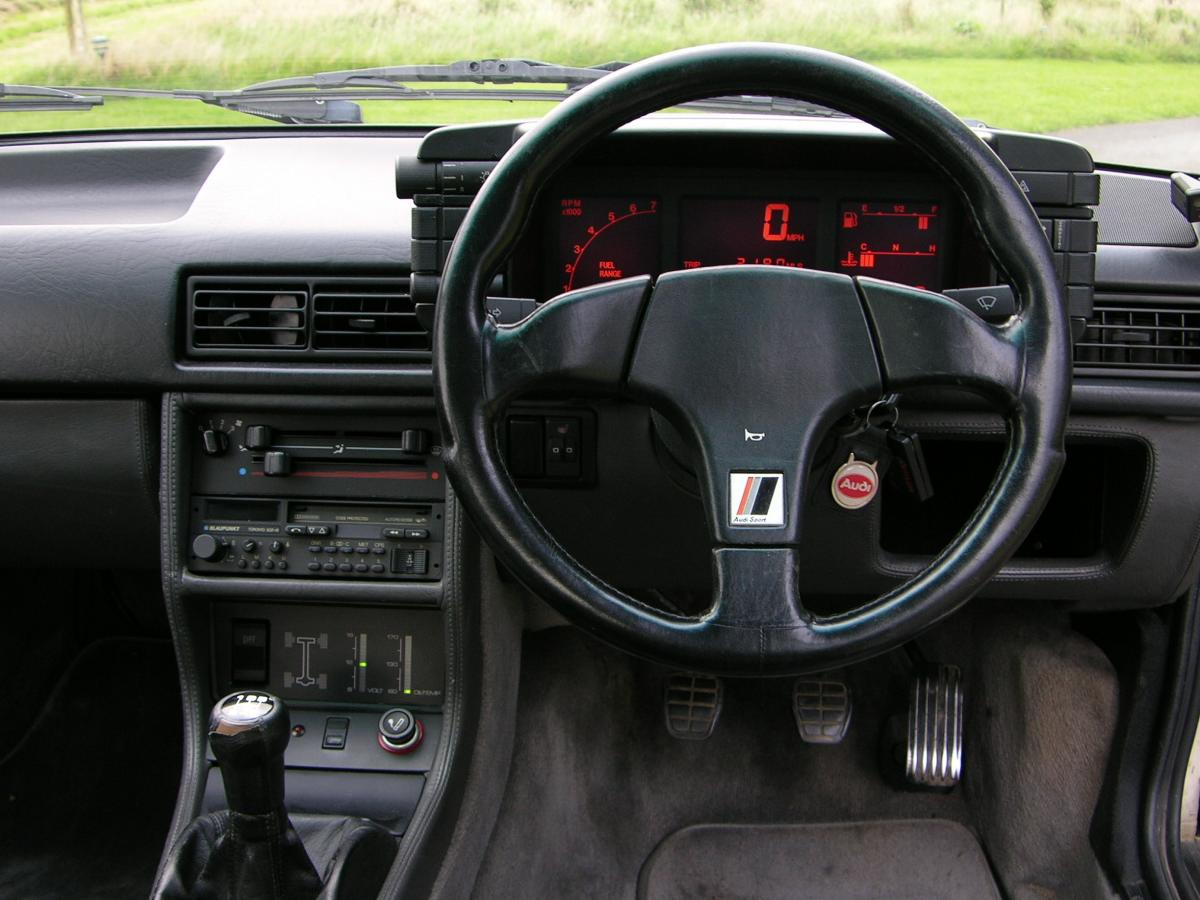

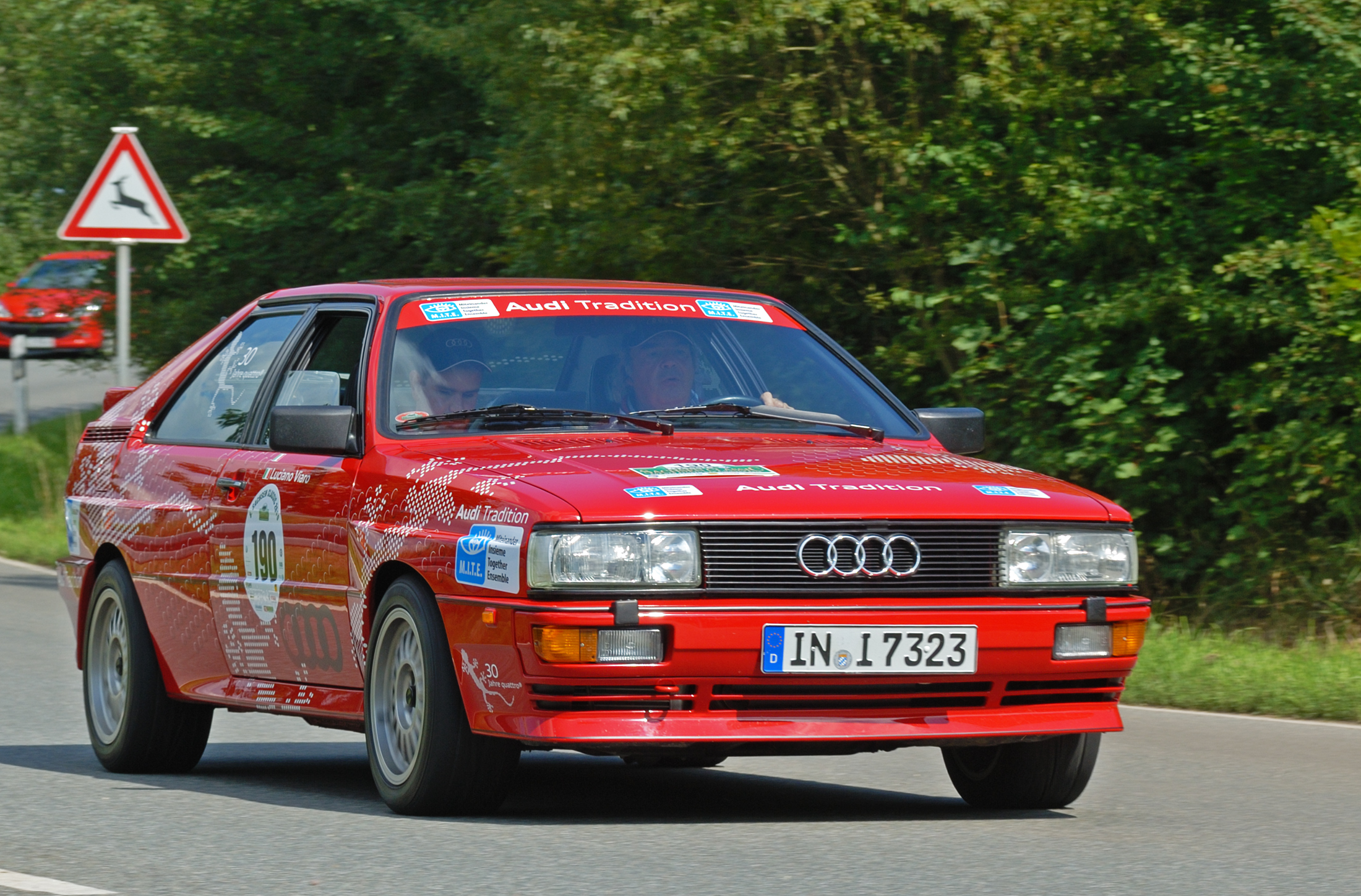
Audi quattro

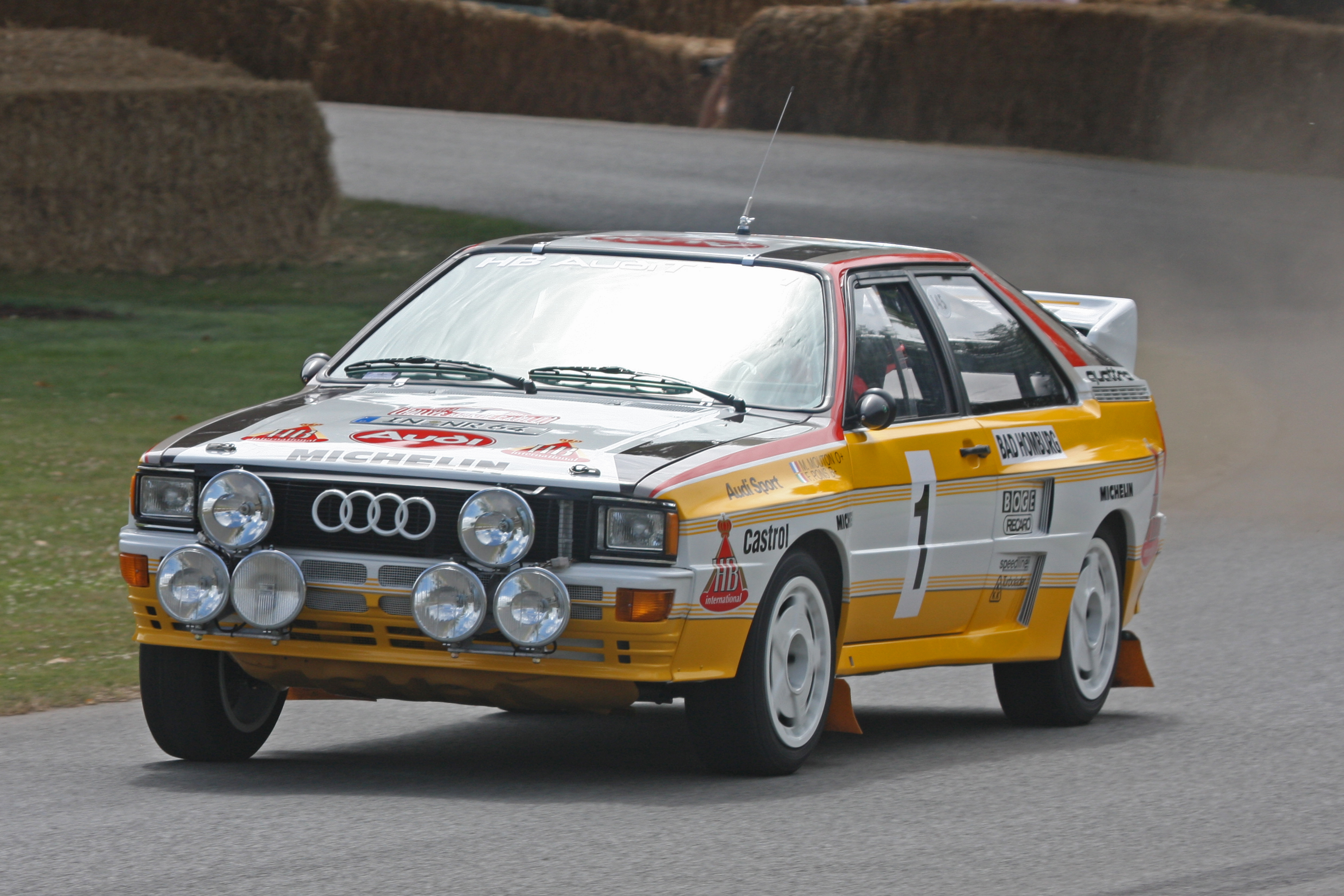
Audi quattro A2

Audi Quattro — дорожній та ралійний автомобіль, що вироблявся в Німеччині автомобілебудівною компанією Audi. Вперше був показаний в Женевському автосалоні 3 березня 1980 року.
Audi Quattro — перший ралійний автомобіль, що використав нововведення в правилах, які давали можливість використовувати повнопривідні автомобілі в змаганнях. Автомобіль перемагав два змагання поспіль після свого випуску. Для того щоб виділити перемогу, всі наступні автомобілі Audi, які використовували систему повного приводу quattro, стали отримувати беджі «quattro», що починаються з малої літери «q». Оригінальні автомобілі, з великої букви «Q» в назві «Quattro» — колекційні. Audi Quattro запозичив безліч компонентів і основу дизайну кузова від Audi Coupé, заснованого на платформі Audi 80 (B2). Характерні колісні арки були стилізовані Мартіном Смітом.
Всього виготовлено 11452 автомобілів Audi quattro.

## Двигуни
Всі двигуни крім одного були п'ятициліндрові рядні з турбокомпресором вихлопних газів.
- Audi quattro (1980): 2,1 л потужністю 147 кВт/200 к.с., MKB WR
- Audi quattro (1987): 2,2 л потужністю 147 кВт/200 к.с., MKB MB
- Audi quattro (1984–1988): 2,1 л потужністю 119 кВт/162 к.с., з каталізатором, MKB WX
- Audi quattro 20V (1989): 2,2 л потужністю 162 кВт/220 к.с., чотири клапана на циліндр (звідси «20V»), MKB RR
- Audi Sport quattro (1983): 2,1 л потужністю 225 кВт/306 к.с., (коротша колісна база, чотири клапана на циліндр), MKB KW
- Audi Sport quattro S1 (1985): 2,1 л потужністю 390 кВт/530 к.с., (коротша колісна база, чотири клапана на циліндр)

## Спорт
Audi quattro - перший автомобіль, з яким автовиробник використовував нововведення FIA 1979 року в правилах, що дозволяли заявляти повнопривідні автомобілі в залік марок чемпіонату світу з ралі. На моделі був двічі поспіль (в 1983 і 1984 роках) виграний світової ралійний чемпіонат в особистому заліку, а в 1982 і 1984 роках в заліку виробників.

## Модифікації
- Audi Sport Quattro
- Audi Sport Quattro S1
- Audi Quattro concept (2010 рік)

## У популярній культурі
- На Audi Quattro їздить персонаж серіалів Життя на Марсі та Прах до праху Джин Хант.